# Toxidium vagans
Espèce
Toxidium vagans est une espèce de coléoptères de la famille des Staphylinidae et de la sous-famille des Scaphidiinae.

## Répartition et habitat
Cette espèce est décrite du Bengale-Occidental, en Inde.